# Trichotiodystrofia
Trichotiodystrofia, zespół Taya (ang. trichothiodystrophy, TTD) – rzadka choroba genetyczna należąca do dysplazji ektodermalnych, nieobjawiająca się nieprawidłową strukturą włosów i paznokci. U około połowy pacjentów stwierdza się nadmierną wrażliwość na światło słoneczne. Przyczyną schorzenia jest defekt molekularny upośledzający mechanizm naprawy przez wycinanie nukleotydu (NER), u którego podstaw leży mutacja w jednym z dwóch genów kodujących podjednostki helikazy TFIIH: ERCC2/XPD albo ERCC3/XPB.